# Hansel im Keller
Hansel im Keller nennt man eine Figur, die beim Einschenken von Getränken in bestimmte, insbesondere von der ersten Hälfte des 17. bis in die Mitte des 18. Jahrhunderts verbreitete, Trinkpokale erscheint.
Der Ursprung dieser Scherzpokale liegt in Holland. In der Mitte der mit Standfuß versehenen Trinkschalen befindet sich eine Erhöhung mit Klappdeckel, unter dem die Figur verborgen ist. Wird in die Schale Flüssigkeit gegeben, so steigt die Figur dank des angebrachten Schwimmers nach oben, um schließlich das Deckelchen aufzuschlagen.
Aus diesen Trinkspielen trank man auf das Wohl eines ungeborenen Kindes. Die Figur stellt zumeist einen Knaben oder ein Mädchen dar; in letzterem Fall trank man auf die Gesundheit „Gretchens in der Küche“. Lediglich das Exemplar des Suermondt-Museums beherbergt eine Jakobsfigur. Die meisten dieser Trinkspiele sind aus Silber, aber auch einige Arbeiten aus Glas – teilweise ohne Schwimmvorrichtung, sondern lediglich mit Inschrift – sind bekannt.